# Festival de Málaga 2007
La 10.ª edición del Festival de Málaga se celebró del 9 al 17 de marzo de 2007 en Málaga, España.

## Jurados

### Sección oficial
- Antonio Isasi-Isasmendi
- George Ayoub
- José Infante
- Óscar Jaenada
- Héctor Olivera
- Rosa María Sardá
- Pepe Vargas

### Sección oficial cortometrajes y Zona Zine
- Antonio Parra
- Elena Ballesteros
- Agustín Gómez Cascales
- Antonio Glamour
- Lluvia Rojo

### Sección oficial documentales
- Santi Amodeo
- Pablo Aranda
- Ricardo Íscar
- Rogelio López Cuenca
- Ariadna Pujol

## Palmarés
- Biznaga de Oro a la mejor película: Bajo las estrellas, de Félix Viscarret
- Biznaga de Plata. Premio Especial del Jurado: Ladrones, de Jaime Marqués
- Biznaga de Plata a la mejor dirección: Félix Viscarret, por Bajo las estrellas
- Biznaga de Plata a la mejor actriz: Elvira Mínguez, por Pudor
- Biznaga de Plata al mejor actor: Alberto San Juan, por Bajo las estrellas
- Biznaga de Plata a la mejor actriz de reparto: Verónica Echegui, por El menor de los males
- Biznaga de Plata al mejor actor de reparto: Nancho Novo, por Tuya siempre
- Biznaga de Plata al mejor guion: Antonio Hernández & Antonio Galeano, por El menor de los males
- Premio al mejor guionista novel: Félix Viscarret, por Bajo las estrellas
- Biznaga de Plata a la mejor música: José Reinoso & Horacio Fumero, por Tuya siempre
- Biznaga de Plata a la mejor fotografía: David Azcano, por Concursante
- Biznaga de Plata al mejor vestuario: Ruth Díaz, por El menor de los males
- Biznaga de Plata al mejor maquillaje: Gregorio Ros, por Tuya siempre
- Biznaga de Plata del Público: Café solo o con ellas, de Álvaro Díaz Lorenzo
- Biznaga de Plata al Premio de la Crítica: Concursante, de Rodrigo Cortés
- Mención especial del Jurado: Yo, de Rafa Cortés

### Zona Zine
- Biznaga de Plata a la mejor película: Amigos de Jesús, de Antonio Muñoz de Mesa
- Premio al mejor guion: Carlos Yuste, por Shevernatze, una epopeya marcha atrás
- Biznaga de Plata Premio del Público: No digas nada, de Felipe Jiménez
- Mención Especial al mejor guion: Jesús Mora, por Villa tranquila

### Cortometrajes
- Biznaga de Plata a la mejor película: Mensajes de voz, de Fernando Franco
- Biznada de Plata Premio del Jurado: Traumalogía, de Daniel Sánchez Arévalo
- Biznaga de Plata a la mejor actriz: Marta Berenguer, por El futuro está en el porno
- Biznaga de Plata a la mejor actor: Andrés Gertrúdix, por Verano, o los defectos de Andrés
- Biznaga de Plata Premio del Público: La leyenda del hombre lento, de Armando del Río
- Mención especial: Vicente Mateu, director artístico de El camino de Ana, de Richard G. Vázquez

### Documental
- Biznaga de Plata al mejor documental: Yo presidente, de Mariano Cohn & Gastón Duprat
- Biznaga de Plata Premio del Jurado: Can tunis, de Paco Toledo & Jorge González Morandi
- Biznaga de Plata Premio del público: El reverso de la realidad, de Alejandro Alvarado & Concha Barquero
- Mención especial: Septiembres, de Carles Bosch; Tira y afloja, de Pau Fenollosa

## Premiados
- Homenajeado: Alfredo Landa
- Premio Retrospectiva: Bigas Luna
- Premio Málaga: Carmen Maura
- Premio Ricardo Franco: Emiliano Otegui